# 野菊の墓

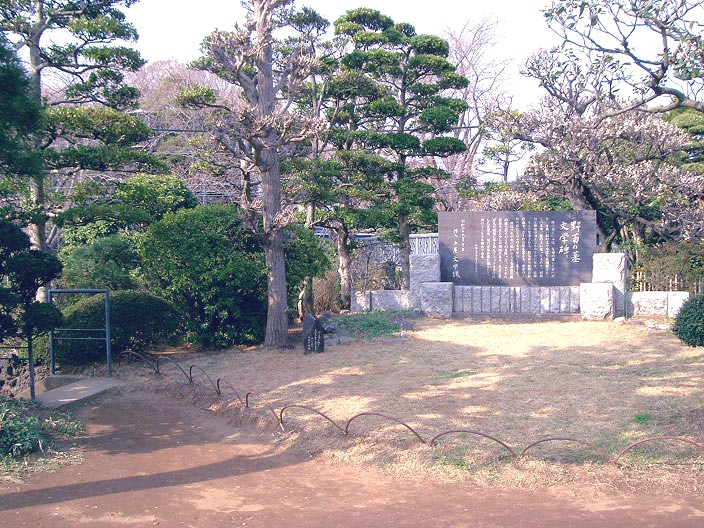
野菊の墓文学碑

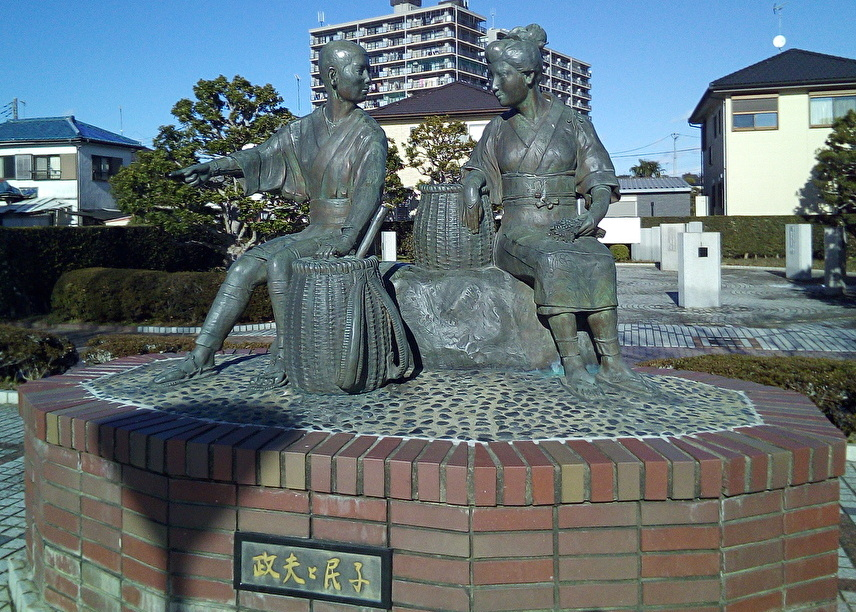
政夫と民子の銅像（伊藤左千夫記念公園）

『野菊の墓』（のぎくのはか）は、伊藤左千夫の小説。1906年1月、雑誌「ホトトギス」に発表。
15歳の少年・斎藤政夫と2歳年上の従姉・戸村民子との淡い恋を描く。夏目漱石が絶賛。左千夫の最初の小説である。
左千夫の出身地である千葉県山武市の1991年（平成3年）5月に完成した伊藤左千夫記念公園には、政夫と民子の銅像が建立された。
また、この作品の舞台となったのは、千葉県松戸市矢切付近であり、同地区には伊藤左千夫の門人である土屋文明の筆になる野菊の墓文学碑が1965年（昭和40年）5月に完成した。また、矢切の渡しは、政夫と民子の最後の別れの場となった所である。

## あらすじ
矢切の渡しに近い旧家の息子・政夫（数え年15歳・満13歳）は、体調のすぐれない母と暮らしており、従姉の民子（数え年17歳・満15歳）が市川から看護や手伝いに来ていた。二人はたわいのない遊びで無邪気に接していたが、年頃の男女が親しすぎることから近所であらぬ噂が立ち、母親は民子にあまり政夫へ近寄らないよう注意を与える。以来、民子は政夫から距離を置き、改まった口の利き方をするようになった。しかし、今まで意識していなかったのが、会うのを制限されたことで、かえって互いに恋心の芽生えを感じるようになる。
あるとき、村祭の前日、家の者が総出で野に出ることになり、政夫と民子は山畑の綿を取りに行くよう言い付かった。道中、政夫が野菊の花を採り、田舎風であっても粗野ではなく 可憐で優しく品格のある民子を「野菊のような人だ」と言う。二人はまた、手を取り合って山越えで水を汲みに行き、民子は政夫を「竜胆(りんどう)のような人だ」と言った。二人が夜遅くに家へ戻ると、男女の関係を持ったと疑われて咎められ、政夫は民子と引き離されて予定の期日より繰り上げで中学校へ発つことになった。矢切の渡しへ見送りに来た民子は、やつれて痛々しかったが、薄化粧した美しさが引き立って見えた。これが生涯の別れになるとは思わず、二人は一言も言葉を交わすことなく別れた。
その後、冬休みに帰郷した際には、民子は市川の家へ帰されており姿が無かった。二つも年上の民子との結婚は、嫂(あによめ)らに強硬に反対されていた。さらに翌年、民子は嫁に行ったと聞かされた。そして、初夏に電報を受け取り、民子が流産から体調が回復せず死んだと知らされた。母は「私が殺したようなものだ」と泣いて政夫に詫び、裕福な家との縁談を乞われても民子本人は拒否していたこと、それに対し、剛情を通しても政夫との結婚は母である自分が承知しないと突き付けて諦めさせたことを告げた。民子の遺品には政夫の写真があり、ここまで想っていたとは知らずに縁談を進めたことを、民子の実家の家族は後悔していた。民子の墓に参った政夫は、不思議と周囲に野菊が繁っているのを見る。市川へ七日通って墓一面に野菊を植えた政夫は、決然として学校へ戻って行った。

## 映像・コミカライズ・舞台作品

### 映画
- 1955年 - 『野菊の如き君なりき』／監督：木下惠介、出演：田中晋二、有田紀子、杉村春子、田村高廣、笠智衆、松本克平
- 1966年 - 『野菊のごとき君なりき』／監督：富本壮吉、出演：太田博之、安田道代（現・大楠道代）、宇野重吉、川津祐介
- 1981年 - 『野菊の墓』／監督：澤井信一郎、出演：松田聖子、桑原正、島田正吾、加藤治子、樹木希林

### テレビドラマ
- 1959年 - 『野菊の墓』／日本テレビ系、出演：中村萬之助、夏川静江、津村悠子、神山繁、榊ひろみ 脚本：田中澄江 演出：蒲生順一[3]
- 1961年 - シャープ火曜劇場『野菊の如く』／フジテレビ系、出演：久保賢、宮裕子、杉村春子、北村和夫、山岡久乃、浦辺粂子、荒木道子、菅井きん 脚色：竹内勇太郎 演出：福中八郎 [4]

第1回として放送。1年後の1962年8月28日に再放送。
- 1963年 - こども劇場『野菊の墓』／NHK、出演：太田博之、岸久美子、宝生あや子、市川寿美礼、杉裕之、本山可久子、常田富士男、石田守衛 脚色：須藤出穂 演出：大原誠 音楽：菊池俊輔 [5]
- 1965年 - 近鉄金曜劇場・愛とこころのシリーズ『野菊の墓』／朝日放送[注 1]制作・TBS系、出演：池田秀一、二木てるみ、沢村貞子、田畑猛雄、町田祥子、槇杏子[6]
- 1973年 - 女・その愛のシリーズ『野菊の墓』／NET系、出演：岡崎友紀、三益愛子、菅井きん、江木俊夫、近江輝子、姫ゆり子、永田光男、髙田次郎 脚本：田中澄江 監督：長谷川安人[7]
- 1975年 - 少年ドラマシリーズ『野菊の墓』／NHK、出演：長谷川諭、竹井みどり、小山明子、伊佐山ひろ子
- 1977年 - 土曜ワイド劇場『野菊の墓』／テレビ朝日系、出演：山口百恵、佐久田修、若杉透、常田富士男、酒井靖乃、清水理絵、千うらら、佐藤恵利、原あけみ、安藤繁子、浅見小四郎、水木京一、伊豆見英輔、菅原義夫、岩永やす子、玉井謙介、大谷木洋子、北林谷栄、斎藤美和、大坂志郎、南田洋子 ナレーター：北村和夫 脚本・監督：西河克己 音楽：高田弘
- 1993年 - 日本名作ドラマ『野菊の墓』／テレビ東京系、出演：黒沢あすか、藤田哲也、池内淳子、乙羽信子、ハナ肇
- 1994年 - 文學ト云フ事『野菊の墓』／フジテレビ系、出演：井出薫、村島亮、橘雪子

### 漫画
- 1970年5月30日 -  森由岐子『野菊の墓』世界文学漫画全集

### 舞台
- 1983年 - 宝塚歌劇団月組『野菊の詩』(野菊の墓)／脚本･演出 酒井澄夫　出演:郷真由加、春風ひとみ　場所:宝塚バウホール
- 2001年 - 演劇倶楽部『座』詠み芝居「野菊の墓」／演出:壤晴彦　出演:成田浬、美咲歩　場所:東京芸術劇場小ホール
- 2003年 - 演劇倶楽部『座』詠み芝居「野菊の墓」／演出:壤晴彦　出演:成田浬、美咲歩　場所:紀伊國屋ホール
- 2005年 - 演劇倶楽部『座』詠み芝居「野菊の墓」／演出:壤晴彦　出演:高野力哉、徳垣友子　場所:全国ツアー
- 2007年 - 演劇倶楽部『座』詠み芝居「野菊の墓」／演出:壤晴彦　出演:高野力哉、美咲歩　場所:東京芸術劇場小ホール
- 2008年 - イッツフォーリーズ ミュージカル「野菊の墓」／演出:雁坂彰　脚本:佐藤万里　音楽:酒井義久　場所:俳優座劇場
- 2009年 - 演劇倶楽部『座』詠み芝居「野菊の墓」／演出:壤晴彦　出演:高野力哉、相沢まどか　場所:京都･広島･静岡･神奈川
- 2009年 - イッツフォーリーズ ミュージカル「野菊の墓」／演出:雁坂彰　脚本:佐藤万里　音楽:酒井義久　場所:高知･香川･徳島･愛媛

| フジテレビ系列 火曜20時枠                                | フジテレビ系列 火曜20時枠 | フジテレビ系列 火曜20時枠 |
| 前番組                                                   | 番組名                    | 次番組                    |
| -------------------------------------------------------- | ------------------------- | ------------------------- |
| 凡ちゃん捕物帳 ※20:00 - 20:30黒いパトカー ※20:30 - 21:00 | 野菊の如く                | 母子草                    |
| フジテレビ系列 シャープ火曜劇場                          |                           |                           |
| （なし）                                                 | 野菊の如く （本放送）     | 母子草                    |
| 山の夕映え                                               | 野菊の如く （再放送）     | 小さな来訪者              |
| NHK総合テレビ こども劇場                                 |                           |                           |
| アルプスのあけぼの                                       | 野菊の墓                  | 競漕                      |
| TBS系列 近鉄金曜劇場                                     |                           |                           |
| 月夜の傘 【ABC制作】                                     | 第5シリーズ               | 愛のともしび 【TBS制作】  |
| NET系列 女・その愛のシリーズ                             |                           |                           |
| 滝の白糸                                                 | 野菊の墓                  | 残菊物語                  |
| NHK総合テレビ 少年ドラマシリーズ                         |                           |                           |
| リバーハウスの虹                                         | 野菊の墓                  | 長くつ下のピッピ          |
| テレビ朝日系列 土曜ワイド劇場                            |                           |                           |
| 時間よとまれ                                             | 野菊の墓                  | 新幹線殺人事件            |
| テレビ東京系列 日本名作ドラマ                            |                           |                           |
| 香華                                                     | 野菊の墓                  | 真実一路                  |